# Harry Kaye
George Henry „Harry“ Kaye (* 19. April 1919 in Liverpool; † November 1992 ebenda) war ein englischer Fußballspieler. Als rechter Außenläufer gehörte er zum Kader des FC Liverpool, der in der Saison 1946/47 die englische Meisterschaft gewann. Zwischen 1947 und 1953 war er für den Drittligisten Swindon Town aktiv.

## Sportlicher Werdegang
Kayes Laufbahn als Fußballer verzögerte sich lange, da aufgrund des Zweiten Weltkrieges für mehrere Jahre der offizielle Ligaspielbetrieb pausierte. Stattdessen verdingte sich der gebürtige Liverpooler in mehr als 150 „Kriegsspielen“ für den FC Liverpool und zusätzlich lief er als Gastspieler für Bradford City auf. Nach dem Ende der Kampfhandlungen debütierte er auf der Position des rechten Außenläufers im FA Cup, wobei die Partie am 26. Januar 1946 krachend mit 0:5 nach zwei Toren von Nat Lofthouse und drei Treffern von Ray Westwood verloren ging. Es dauerte etwas mehr als ein Jahr, bevor er seine zweite Bewährungschance erhielt. Liverpool befand sich in der Saison 1946/47 auf dem Weg zum Gewinn der englischen Meisterschaft, als Kaye am 5. April 1947 in Vertretung von Phil Taylor in der Startelf stand gegen den FC Blackpool und mit 2:3 unterlag. Es blieb Kayes einziger Ligaeinsatz für Liverpool, womit er nicht nur zu wenig für den offiziellen Erhalt einer Meistermedaille beigetragen hatte, sondern den Verein im Mai 1947 auch in Richtung des Drittligisten Swindon Town verließ.
Bei seinem neuen Klub war Kaye bis zum Ende seiner Profilaufbahn im Jahr 1953 eine feste Größe mit insgesamt 189 Pflichtspielen und fünf Toren. Er konnte jedoch mit Ausnahme der Saison 1948/49, in der Swindon einen beachtenswerten vierten Platz in der Südstaffel belegte, nie auf einem einstelligen Tabellenplatz abschließen. Weitere Erfolge hingegen waren in den Spielzeiten 1947/48 sowie 1951/52 das jeweilige Erreichen des Achtelfinals im FA Cup. Nach dem Ende seiner Profilaufbahn blieb Kayes weiterer Werdegang weitgehend unbekannt. Er verstarb im November 1992 im Alter von 73 Jahren in seiner Liverpooler Heimat.